# پل فرانکر
پل فرانکر (فرانسوی: Paul Frankeur‎؛ ‏۲۹ ژوئن ۱۹۰۵ – ۲۷ اکتبر ۱۹۷۴) بازیگر اهل فرانسه بود.
از فیلم‌هایی که وی در آن نقش داشته است، می‌توان به روز جشن، جذابیت پنهان بورژوازی، شبح آزادی، بچه‌های بهشت، نفس دوباره، راه شیری، میمونی در زمستان، عدالت اجرا شد و بازگشت به زندگی اشاره کرد.